# Smells Like Teen Spirit
Smells Like Teen Spirit är en singel från 1991 av det amerikanska grungebandet Nirvana, vilken släpptes som huvudsingeln från bandets andra studioalbum Nevermind. Låten är skriven av Kurt Cobain, Dave Grohl och Krist Novoselic och Nirvana fick sitt stora genombrott tack vare denna singel. "Smells Like Teen Spirit" tog sig upp på plats 1 på singellistorna i USA, Nya Zeeland, Frankrike och Belgien och den har även tilldelats ett platinacertifikat av Recording Industry Association of America. Låten hamnade överst på både The Village Voices lista Pazz & Jop och Melody Makers lista samt nådde andra plats på Rolling Stones lista över de bästa låtarna från 1991. 2015 utsåg datavetaren och musikern Mick Grierson vid University of London "Smells Like Teen Spirit" till den mest ikoniska låten någonsin.
"Smells Like Teen Spirit" har klassats som den låt som gjorde alternativ rock till en mainstreamgenre i början av 1990-talet och den har även utsetts till hymnen för Generation X. Nirvana uppträdde med "Smells Like Teen Spirit" för första gången den 17 april 1991 på OK Hotel i Seattle, Washington och månaden efter spelades låten in i Sound City Studios i Van Nuys, Kalifornien tillsammans med producenten Butch Vig. Cobain kom på låtnamnet när hans vän Kathleen Hanna sprejade orden "Kurt smells like Teen Spirit" på hans vägg. Hanna menade att Cobain doftade som deodoranten Teen Spirit, något som Cobain inte fick reda på förrän några månader efter att singeln hade släppts.
Musikvideon för "Smells Like Teen Spirit" regisserades av Samuel Bayer och var den första musikvideon han någonsin regisserade. Inspelningen ägde rum den 17 augusti 1991 på GMT Studios i Culver City, Kalifornien och i musikvideon uppträder Nirvana för några unga människor i en gymnastiksal på en skola. Mot slutet förstör publiken läktaren de tidigare satt på och de förstör även bandets instrument. Musikvideon fick, precis som låten, stark positiv kritik. David Fricke från Rolling Stone kallade Nirvanas uppträdande för ett av de bästa han hade sett i en musikvideo och Amy Finnerty från MTV beskrev musikvideon som "banbrytande". 2000 utnämnde Guinness Rekordbok musikvideon för "Smells Like Teen Spirit" till den mest spelade musikvideon någonsin på MTV Europe och VH1 placerade musikvideons världspremiär på plats 18 på deras lista "100 Greatest Rock & Roll Moments on TV".

## Bakgrund och inspelning
”Jag försökte skriva den ultimata poplåten. Jag härmade i princip Pixies. Jag måste erkänna att när jag hörde Pixies för första gången kände jag en sådan samhörighet med dem att jag tänkte att jag borde ha varit med i deras band eller åtminstone i ett Pixies-coverband. Vi [Nirvana] använder oss av deras låtdynamik, där vi är lugna och tysta [i verserna] och sedan högljudda och hårda [i refrängerna].”
När Kurt Cobain intervjuades av Rolling Stone i januari 1994 avslöjade han att "Smells Like Teen Spirit" var hans försök att skriva en låt som lät som något Pixies, ett band Cobain beundrade, hade kunnat skriva. Cobain började inte skriva "Smells Like Teen Spirit" förrän några veckor innan inspelningen av Nevermind påbörjade i maj 1991. När Cobain först lade fram låten för Krist Novoselic och Dave Grohl bestod den enbart av några riff samt melodin för Cobains sång till refrängen och Novoselic avfärdade låten som "skrattretande". Som svar på tal tvingade Cobain Novoselic och Grohl att spela riffen i en och en halv timme. I en intervju från 2001 mindes Novoselic att efter bandet hade spelat riffen under en längre tid tänkte han: "Vänta nu, varför tar vi inte och saktar ned tempot lite grann?", vilket han gjorde. Grohl anpassade sig då också och började spela trummorna till det nya tempot. Resultatet av detta blev att "Smells Like Teen Spirit" är den enda låten på Nevermind som uppmärksammar samtliga bandmedlemmar som upphovsmän.
Cobain kom på namnet på låten när hans vän Kathleen Hanna, den dåvarande sångerskan i riot grrrl-bandet Bikini Kill, sprejade orden "Kurt smells like Teen Spirit" på hans vägg. Eftersom de båda tidigare hade diskuterat ämnen såsom anarkism och punkrock antog Cobain att meningen hade någon sorts revolutionär mening. Det Hanna egentligen menade var att Cobain doftade som deodoranten Teen Spirit, som hans dåvarande flickvän Tobi Vail brukade använda. Cobain hävdade att han inte kände till att någon sådan deodorant existerade förrän några månader efter att singeln hade släppts.
"Smells Like Teen Spirit" var, tillsammans med "Come as You Are", en av de nya låtarna som Cobain hade skrivit sedan Nirvanas första inspelningssession i Smart Studios med producenten Butch Vig i april 1990. Innan Nirvana påbörjade den riktiga inspelningen av Nevermind skickade bandmedlemmarna en demokassett med några låtar på till Vig, varav "Smells Like Teen Spirit" var en av dessa låtar. Även om ljudet på denna inspelning var väldigt förvrängt, eftersom Nirvana spelade på en hög volym, kunde Vig ändå urskilja melodin och han kände att låten hade potential. Nirvana spelade in "Smells Like Teen Spirit" med Vig i Sound City Studios i Van Nuys, Kalifornien i maj 1991. Vig föreslog några förändringar i låten, såsom att några gitarriff skulle flyttas in i refrängen och att refrängen i sig skulle kortas ned. Bandet spelade in låten på tre tagningar och de bestämde sig för att använda den andra tagningen; Vig har sagt att han hade tur om han någonsin fick Cobain att medverka under fyra inspelningar av samma låt. Eftersom Cobain hade problem att synkronisera bytet mellan sina effektpedaler valde Vig att lägga in några korrigeringar i låten för att förenkla för Cobain.

## Komposition
"Smells Like Teen Spirit" är skriven att spelas i tonarten f-moll medan de huvudsakliga gitarriffen består av fyra stycken kvintackord (F5–B♭5–A♭5–D♭5), spelade med en synkopisk sextondelsnot av Cobain. Med gitarrackorden använde Nirvana sig av dubblering. Ibland övergick ackorden till sus-ackord, då Cobain spelade på de fyra nedre strängarna på sin gitarr för att ge ljudet en annan volym. Sus-ackorden, vilka varken var i dur eller moll, gjorde att ackordföljden i riffet lät som en ackordföljd i dur av slaget I–IV–♭III–♭VI. Denna ackordföljd har beskrivits som "en tvetydigt, harmoniskt förskjuten del" och det har även sagts att det är det asymmetriska med Cobains riff som gör ackordföljden så pass bra. Musikforskaren Graeme Downes, som grundade bandet The Verlaines, ansåg att "Smells Like Teen Spirit" var ett praktexempel på en låt som innehöll både genomföring och variationsform. Det har uppmärksammats att gitarriffen är snarlika de som förekommer på Bostons låt "More Than a Feeling" från 1976. Cobain själv höll med om jämförelsen och kallade sitt riff för "klichéartat" samtidigt som han även drog paralleller till The Kingsmens version av "Louie Louie". Nirvana uppmärksammade även likheten med "More Than a Feeling" genom att spela låtens intro under sitt uppträdande på Readingfestivalen den 30 augusti 1992, innan de fortsatte med att spela "Smells Like Teen Spirit". Cobain själv tyckte att "Smells Like Teen Spirit" lät väldigt likt Blue Öyster Cults låt "Godzilla".
"Smells Like Teen Spirit" använder sig av en uppbyggnad bestående av fyra, åtta och tolv takter vilket inkluderar en åttataktsvers, en första åttataktsrefräng och en andra tolvtaktsrefräng. Låten är uppbyggd på vad som kom att bli klassisk Nirvana-stil, med en tyst och lugn vers som sedan genomgår ett dynamikskifte och blir mer högljudd och hård i refrängen. Denna struktur, som är synnerligen framträdande i "Smells Like Teen Spirit", kom att bli en mall för strukturen för flera framtida alternativa rocklåtar.
"Smells Like Teen Spirit" börjar med att Cobain spelar sitt gitarriff, där han sedan förvränger ljudet när Novoselic och Grohl börjar spela. Under versen spelar Cobain ett glest tvåtonersriff medan Novoselic spelar ett åttondelsnotriff, vilket är ett utmärkande drag för ackordföljden i låten. Under bryggan spelar Cobain samma två noter om och om igen under tiden som han sjunger "Hello, hello, hello, how low?". Under refrängen spelar Cobain samma gitarriff som han öppnade låten med samtidigt som han sjunger. De första två refrängerna slutar med en kortare fyrataktspaus under vilken Cobain sjunger "Yeah!" två gånger samtidigt som han spelar ett nytt riff. Efter den andra refrängen spelar Cobain ett sextontaktssolo som i stort upprepar melodin från versen. Efter den tredje och sista refrängen avslutar Cobain låten genom att sjunga "A denial" nio gånger. Hans röst är ansträngd och spricker nästan på grund av all påfrestning på stämbanden från det tidigare skrikandet i låten.

## Låttext och tolkningar
Låttexten till "Smells Like Teen Spirit" var ofta svår för lyssnaren att förstå, dels på grund av den bestod av rappakalja och dels på grund av Cobains sångröst. En del av problemet låg i att musikhäftet som medföljde Nevermind inte innehöll låttexter utöver några specifikt utvalda textrader från de olika låtarna på albumet. Låtens obegriplighet blev ännu större när radiostationer över USA till en början vägrade spela "Smells Like Teen Spirit". En av Geffen Records marknadsförare mindes att när hon samtalade med några anställda på en rockradiostation sade de att de inte kunde spela låten för att de inte förstod vad Cobain sjöng. MTV valde att redigera ihop en version av musikvideon som innehöll en textremsa med låttexten som rullade längst ned på skärmen. Låttexten till "Smells Like Teen Spirit" släpptes sedan i musikhäftet till "Lithium" i juli 1992. Den amerikanska recensenten Dave Marsh skrev att "Smells Like Teen Spirit" var som "'Louie Louie' fast för 1990-talet" och han drog paralleller till hur båda låtarna ibland var osammanhängande. Marsh försökte sedan tyda låttexten, men blev besviken efter att han hade läst vad låttexten egentligen var. Marsh ansåg att det han själv hade trott från början var mer tillfredsställande än vad Cobain egentligen sjöng och han skrev att han inte var säker på om han blev klokare på vad innebörden med låten var efter att han hade läst låttexten. Vig har sagt att det viktigaste inte låg i hur Cobains frasering var utan att även om du inte riktigt förstod vad han sjöng så förstod du att det var extremt intensivt.
"Smells Like Teen Spirit" tolkas ofta som en revolutionär låt som riktar sig till tonåringar, något som stärks av dess musikvideo. I en intervju som gjordes i samband med lanseringen av Nevermind sade Cobain att låten handlade om hans vänner och att de fortfarande kände sig som tonåringar. Cobain bekräftade även att låten hade vissa revolutionära element som riktade sig främst till tonåringar. I senare intervjuer ändrade Cobain sina åsikter och han förklarade sällan vad låten egentligen handlade om. När Cobain intervjuades om "Smells Like Teen Spirit" av Nirvanas levnadstecknare Michael Azerrad, inför dennes biografi Come as You Are: The Story of Nirvana, avslöjade Cobain att han kände att det var hans plikt att skriva om sin omgivning och den generation som han växte upp i.
I Chuck Crisafullis bok Nirvana: Teen Spirit - The Stories Behind Every Nirvana Song beskrivs "Smells Like Teen Spirit" som en "skum utforskning av Cobain i både mening och meningslöshet". Azerrad spann vidare på Cobains ofta motsägelsefulla låttexter och han skrev att meningen med låten inte ligger i att två rakt motsatta idéer står i konflikt med varandra utan den förvirring och ilska som denna konflikt skapar. Azerrads slutsats av "Smells Like Teen Spirit" var att den var sarkastisk mot idén att starta en revolution, men att den samtidigt innefattar och inte helt förkastar denna idé. Cobains levnadstecknare Charles R. Cross skrev i sin biografi Heavier Than Heaven: A Biography of Kurt Cobain att "Smells Like Teen Spirit" handlar om Cobains före detta flickvän Tobi Vail. Cross refererar till raderna "She's over-bored and self-assured" i låten för att argumentera för sin sak och han nämner även att låten inte kan handla om någon annan än Vail. Cross gör också hänvisningar till textrader från äldre utkast av "Smells Like Teen Spirit", där han nämner bland annat "Who will be the King & Queen of the outcasted teens."
Cobain har sagt att "Smells Like Teen Spirit" enbart tar upp en mängd motsägelsefulla idéer. Han sade att den driver med tanken att starta en revolution, men att han tycker om tanken i sig. Grohl har sagt att han inte tror att låten har någon djupare mening, då Cobain skrev ihop delar av låttexten fem minuter innan han sjöng "Smells Like Teen Spirit" för första gången. Grohl sade även att Cobain förmodligen bara använde sig av ord som rimmade för att få ihop låttexten i slutet. Textraderna "Here we are now, entertain us" brukade användas av Cobain när han skulle bryta isen på fester och samlingsboxen With the Lights Out, som släpptes i november 2004, har fått sitt namn från textraderna "With the lights out, it's less dangerous" som förekommer i "Smells Like Teen Spirit".

## Lansering och mottagande

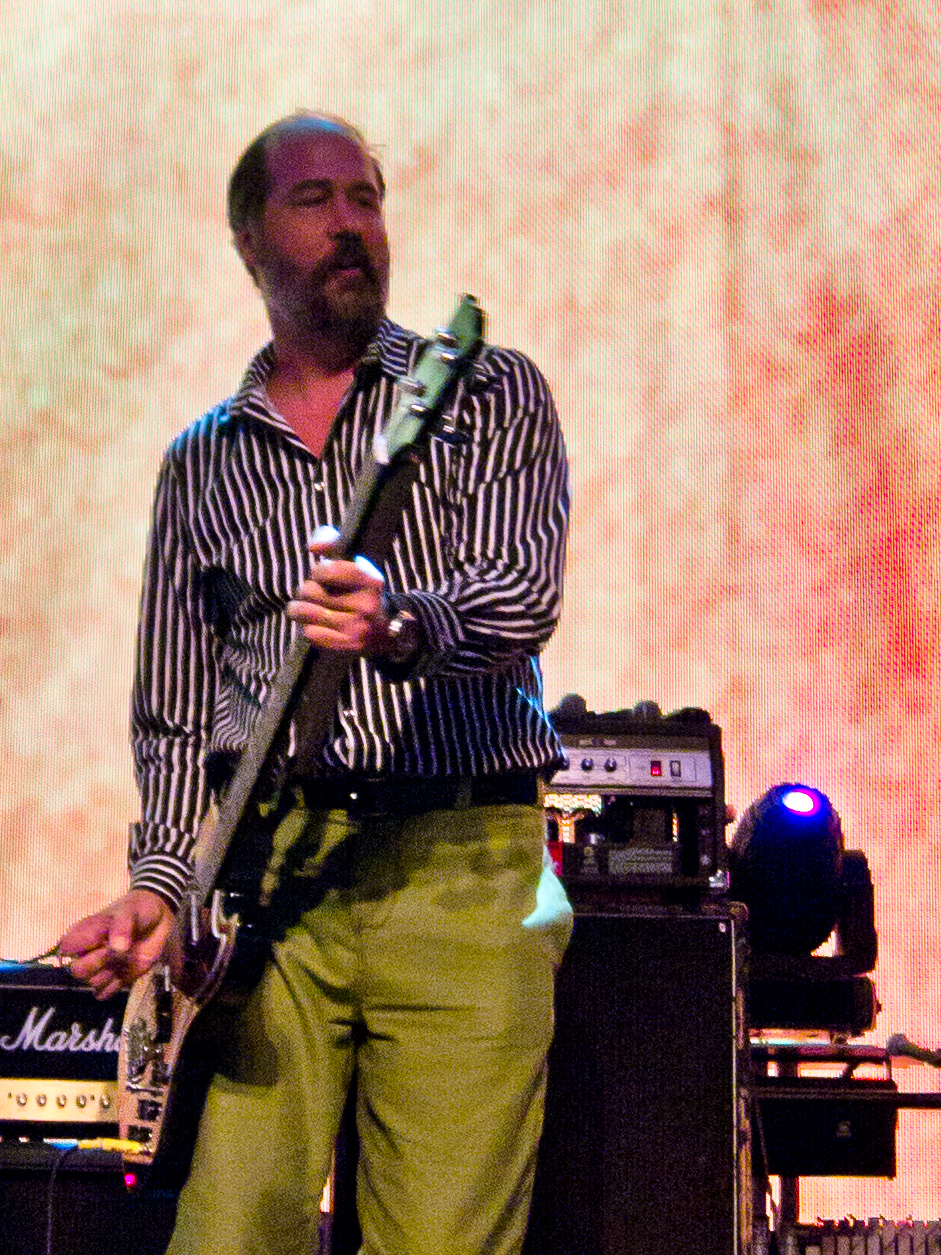
Krist Novoselic har sagt i en intervju att om det inte hade varit för "Smells Like Teen Spirit" vet han inte hur framgångsrik Nevermind hade varit.

"Smells Like Teen Spirit" skickades runt till radiostationer i USA från och med den 27 augusti 1991 och singeln släpptes den 10 september samma år. Singeln, som var huvudsingeln från Nevermind, togs sig från början inte upp på några topplistor och den sålde endast över förväntningarna på de platser i USA där bandet redan var välkända. "Smells Like Teen Spirit" var aldrig tänkt att bli en hitlåt utan den skulle enbart locka till sig fans av alternativ rock, där det istället var "Come as You Are" som var tänkt att bli den stora hitlåten från Nevermind. Dock hörde fler och fler radiostationer över USA talas om låten och de började spela "Smells Like Teen Spirit" flera gånger om dagen. Danny Goldberg, som arbetade med Nirvana vid tidpunkten, sade att han inte trodde att "Smells Like Teen Spirit" skulle locka till sig mainstreamfans men att effekten blev omedelbar när låten väl började spelas på radio. Musikvideon hade världspremiär på MTV:s program 120 Minutes, som sände alternativa rockmusikvideor under natten, den 29 september 1991 fast då musikvideon visade sig vara väldigt populär började MTV att även sända den under dagtid. MTV placerade musikvideon i sin Buzz Bin, där artister som MTV förväntade sig bli stora och välkända hamnade, i oktober 1991 och den var kvar där fram tills i mitten av december samma år. Vid slutet av 1991 hade "Smells Like Teen Spirit", dess musikvideo och Nevermind rönt stora framgångar. Både låten och albumet blev ovanligt populära bland de flesta sorters rockfans.
"Smells Like Teen Spirit" blev en stor succé, både kommersiellt och bland recensenterna. Låten hamnade överst på både The Village Voices lista Pazz & Jop och Melody Makers lista samt att "Smells Like Teen Spirit" nådde andra plats på Rolling Stones lista över de bästa låtarna från 1991, efter R.E.M.:s "Losing My Religion". Låten nådde sin topplacering på plats 6 på Billboard Hot 100 samma vecka som Nevermind gick upp i topp på Billboard 200. "Smells Like Teen Spirit" tog sig upp på första plats på topplistan Modern Rock Tracks och blev tilldelat ett platinacertifikat av Recording Industry Association of America i USA. Dock var många radiostationer i USA motvilliga till att spela "Smells Like Teen Spirit" och när de väl spelade låten var det endast under nattetid. "Smells Like Teen Spirit" nominerades till två stycken Grammy Awards 1993 i kategorierna Best Hard Rock Performance with Vocal (förlorade till Red Hot Chili Peppers "Give It Away") och Best Rock Song (förlorade till Eric Claptons "Layla"). Entertainment Weekly placerade Nirvanas förlust till Clapton i kategorin Best Rock Song som ett av de tio tillfällen i Grammy Awards historia som gjorde dem mest upprörda. "Smells Like Teen Spirit" hade även stora framgångar utanför USA:s gränser och i Storbritannien nådde singeln upp på plats 7 som bäst och den stannade på UK Singles Chart i 184 veckor. Singeln gick även upp på plats 1 på topplistorna i Nya Zeeland, Frankrike och Belgien. I Sverige nådde singeln som bäst plats 3.
Efter Nirvanas framgångar med "Smells Like Teen Spirit" skrev Azerrad en artikel för Rolling Stone där han undrade om låten var en hymn för eller emot det han benämnde som "Why Ask Why?-generationen"; Azerrad ansåg dock att det var viktigt att inte kalla Cobain för en talesman för en hel generation. Icke desto mindre utsågs Cobain motvilligt ofta till just en talesman för Generation X i media och "Smells Like Teen Spirit" blev utsedd till denna generations hymn. The New York Times jämförde "Smells Like Teen Spirit" med Sex Pistols "Anarchy in the U.K." från 1976 och skrev att "Smells Like Teen Spirit" hade kunnat vara hymnen för Generation X om det inte vore för låtens namn. Nirvana ogillade det faktum att "Smells Like Teen Spirit" hade blivit så pass populär och de valde att ibland avstå från att spela låten under sina konserter på grund av detta. Innan bandets tredje studioalbum In Utero släpptes sade Novoselic i en intervju att om det inte hade varit för "Smells Like Teen Spirit" vet han inte hur framgångsrik Nevermind hade varit och han nämnde även att det inte fanns några låtar som liknade den på In Utero. Cobain sade i en intervju från 1994 att han fortfarande gillade att uppträda med "Smells Like Teen Spirit", men att han tyckte att folk i allmänhet fokuserade för mycket på den låten vilket gjorde att han nästan skämdes när han spelade den under konserter.

## Musikvideo

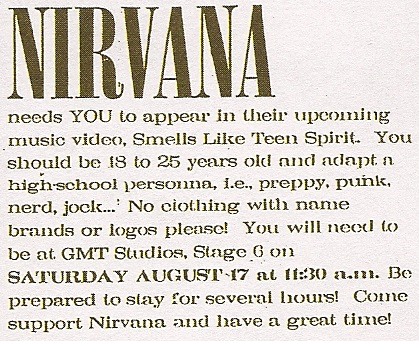
Texten på det flygblad som delades ut innan musikvideon spelades in.

Musikvideon för "Smells Like Teen Spirit" regisserades av Samuel Bayer och var den första musikvideon han någonsin regisserade. Bayer antog att Nirvana valde honom som regissör eftersom det videomaterial han hade skickat till dem tidigare var så dåligt gjort att bandet hade förhoppningarna på honom att skapa en musikvideo som kändes mer "punkig" och inte som en massproduktion. Musikvideons synopsis var att en konsert med Nirvana skulle äga rum i en skollokal, där konserten skulle sluta i anarki och upplopp. Inspiration till musikvideon hämtades från Jonathan Kaplans film Unga rebeller samt Ramones film Rock 'n' Roll High School, båda från 1979.
Inspelningen ägde rum den 17 augusti 1991 på GMT Studios i Culver City, Kalifornien och i musikvideon uppträder Nirvana för några ungdomar i en gymnastiksal på en skola. Till sin hjälp har Nirvana några kvinnliga cheerleaders med det omringade A-tecknet, vilket är en symbol för anarkism, på sina dräkter och enligt Bayer rekryterades dessa kvinnor från en lokal stripteaseklubb. Musikvideon slutar med att publiken förstör både läktaren de tidigare satt på samt bandets instrument. Förstörelsen som filmades var äkta och visade på ungdomarnas genuina missnöje med inspelningen, i och med att de hade varit tvungna att sitta på läktaren en hel eftermiddag under flera omtagningar av musikvideon. Cobain övertygade Bayer att låta ungdomarna börja "mosha" och kaos utbröt när de fick tillåtelse att göra detta. Cobain var inte nöjd med Bayers slutgiltiga version av musikvideon och han tog personligen på sig att redigera om vissa delar av den, vilket resulterade i den version som sändes på TV. En av de saker som Cobain lade till i musikvideon var en närbild på sitt eget ansikte, då detta hade varit skymt under större delen av musikvideon. En annan sak Cobain ändrade var att han klippte ihop musikvideon på ett sådant okonventionellt sätt att han medvetet gjorde så att hans fingrar inte var synkroniserade med de ackord han spelade under sitt gitarrsolo. Bayer har efteråt kommenterat att Cobain, olikt de andra artisterna han arbetade med senare, inte brydde sig om hur musikvideon såg ut utan snarare att den hade ett budskap. Bayer har även sagt att Cobain verkligen hatade honom mot slutet av inspelningen, men att det var bland det bästa som kunde hända eftersom det gjorde musikvideon till vad den är idag. Musikvideon hade en budget på mellan $30 000 och $50 000 och hade världspremiär på MTV:s program 120 Minutes den 29 september 1991.
Precis som låten fick musikvideon stark positiv kritik. David Fricke från Rolling Stone kallade Nirvanas uppträdande för ett av de bästa han hade sett i en musikvideo och Amy Finnerty från MTV beskrev musikvideon som "banbrytande" och sade att den öppnade upp flera nya möjligheter för MTV. Förutom att singeln toppade The Village Voices lista Pazz & Jop för 1991 rankades även musikvideon som den bästa från detta år av tidskriften. Musikvideon vann i kategorierna Best New Artist och Best Alternative Group samt att den nominerades i kategorierna Video of the Year och Viewer's Choice på MTV Video Music Awards den 9 september 1992. Guinness Rekordbok utsåg 2000 musikvideon för "Smells Like Teen Spirit" till den mest spelade musikvideon någonsin på MTV Europe. VH1 placerade musikvideons världspremiär på plats 18 på deras lista "100 Greatest Rock & Roll Moments on TV", där de kommenterade att denna musikvideo öppnade upp kommersiella möjligheter för andra alternativa rockband, och 2001 placerade de musikvideon på plats 4 på deras lista "100 Greatest Videos". 2001 kom även musikvideon på plats 14 på listan "MTV's Top 100 Videos of All Time" och 2011 kom musikvideon på plats 5 på Billboards lista över de 10 bästa musikvideorna från 1990-talet.
Musikvideon har parodierats åtminstone tre gånger: i musikvideon för "Smells Like Nirvana" med "Weird Al" Yankovic från 1992, i musikvideon för "Rock This Party (Everybody Dance Now)" av Bob Sinclar från 2006 och under Zhalas och Robyns uppträdande med "Prophet" på Grammisgalan 2014. Från och med den 25 december 2019 har musikvideon för "Smells Like Teen Spirit" visats över 1 miljard gånger på Youtube.

## Liveuppträdanden

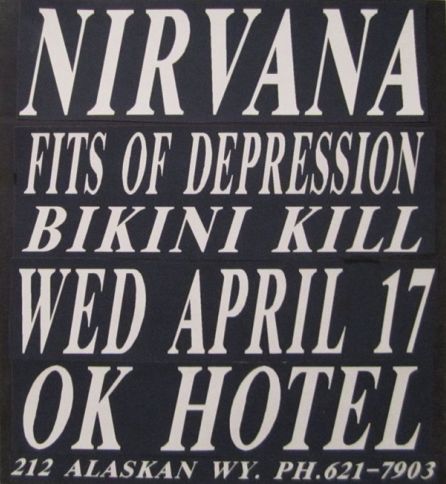
Nirvana uppträdde med "Smells Like Teen Spirit" för första gången den 17 april 1991 på OK Hotel i Seattle, Washington.

Nirvana uppträdde med "Smells Like Teen Spirit" för första gången den 17 april 1991 på OK Hotel i Seattle, Washington. Detta uppträdande finns med på samlingsboxen With the Lights Out medan kortare klipp finns med på Classic Albums: Nirvana – Nevermind och i dokumentären Hype!. Då all låttext ännu inte var färdigskriven för "Smells Like Teen Spirit" vid detta uppträdande finns det några skillnader mellan denna version och den slutgiltiga studioversionen. Som exempel börjar den tidiga versionen med textraderna "Come out and play, make up the rules" istället för de senare "Load up on guns, bring your friends". Denna tidiga version finns även med på samlingsalbumet Sliver: The Best of the Box och en tidig liveversion av låten finns med i dokumentären 1991: The Year Punk Broke. 
Nirvana brukade ändra låttexten och tempot i "Smells Like Teen Spirit" när de uppträdde live. På livealbumet From the Muddy Banks of the Wishkah finns det med ett liveuppträdande där Cobain sjunger "Our little tribe has always been" istället för "Our little group has always been". Rolling Stone ansåg att detta uppträdande gav nytt liv i en nästintill uttjatad låt. Ett av de mest uppmärksammade uppträdandena med "Smells Like Teen Spirit" skedde den 28 november 1991 när Nirvana spelade låten på Top of the Pops. Uppträdandet använde sig av singback, vilket Nirvana var emot, och Cobain bestämde sig för att avsiktligt sjunga i en lägre stämma än vanligt; han har senare sagt att han försökte låta som sångaren Morrissey. Cobain ändrade även flera av textraderna såsom att istället för att sjunga "Load up on guns, bring your friends" sjöng han "Load up on drugs, kill your friends" och "I'm worse at what I do best, and for this gift I feel blessed" blev till "I'm worse at what I do best, and for this gift I'll be your incest". När Top of the Pops lades ned den 30 juli 2006 utnämnde The Observer Nirvanas uppträdande till det tredje bästa i programmets historia. Detta uppträdande finns med på videoalbumet Live! Tonight! Sold Out!!. 
Under slutet av 1993 sade Cobain att han kände sig plågad av att ständigt uppträda med "Smells Like Teen Spirit" på Nirvanas konserter och han hävdade att han hade skrivit flera andra låtar som var minst lika bra, om inte bättre, än "Smells Like Teen Spirit". Den sista gången Nirvana uppträdde med "Smells Like Teen Spirit" under Cobains levnad var på Palatrussardi i Milano, Italien den 25 februari 1994. Nirvana planerade att uppträda med låten vid vad som skulle komma att bli deras sista konsert tillsammans, på Terminal Eins i München, Tyskland den 1 mars 1994, men efter ett kortare strömavbrott valdes "Smells Like Teen Spirit" bort.
I samband med att Grohls självbiografi The Storyteller: Tales of Life and Music publicerades i oktober 2021, uppträdde han med "Smells Like Teen Spirit" på The Town Hall i New York.

## Coverversioner

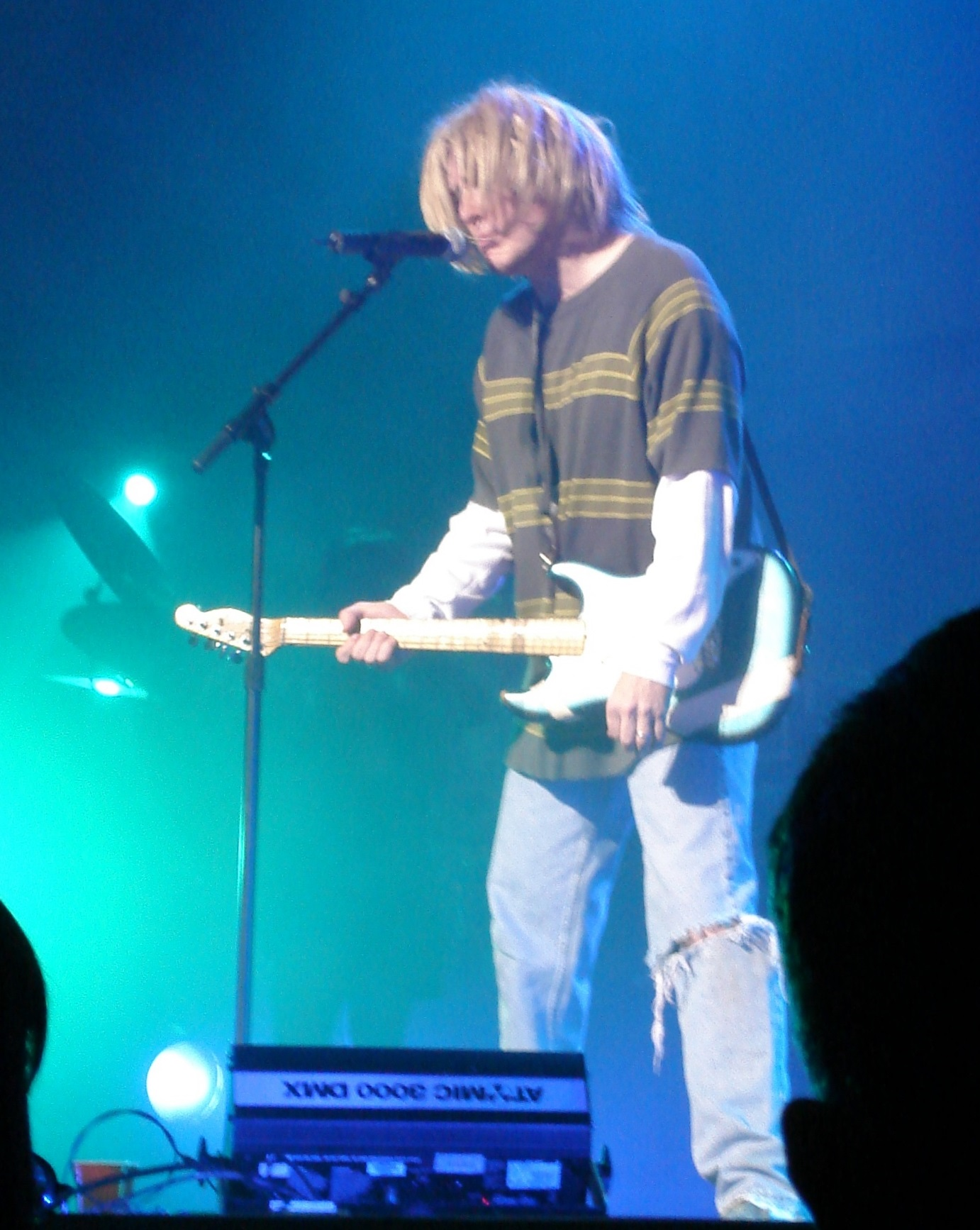
"Weird Al" Yankovic under ett uppträdande med "Smells Like Nirvana" den 27 september 2007.

Flera artister har gjort coverversioner av "Smells Like Teen Spirit". En av de första coverversionerna sjöngs in av Tori Amos till hennes EP Crucify från 1992 och Cobain har kallat den för "en passande frukostflingor-version". Xorcist lanserade sin tolkning av "Smells Like Teen Spirit" på EP:n Bitches 1993. Sara DeBell har spelat in en coverversion av låten som kom med på hennes album Grunge Lite. Take That har uppträtt med låten live under mitten av 1990-talet och även Miley Cyrus har uppträtt med låten live under 2011, där denna låttolkning har utsetts till en av de sämsta coverversionerna någonsin av läsarna av Rolling Stone. Både Willie Nelson och Paul Anka har gjort sina tolkningar av "Smells Like Teen Spirit" och de kom med på Andrew Denton's Musical Challenge: Volume 2 - Even More Challenged respektive Rock Swings. The Melvins spelade in sin coverversion av låten till albumet The Crybaby, The Bad Plus till sitt album These Are the Vistas och Patti Smith till sitt album Twelve. Andra versioner av låten har framförts av bland annat Kelis, David Garrett, Joan Jett, Matthew Mayfield, The Flying Pickets, Scala & Kolacny Brothers, Ukulele Orchestra of Great Britain, Bruthal 6, Screaming Females, Alexander Holmgren i X Factor Sverige och Simon Zion i Idol.
Det tyska digital hardcore-bandet Atari Teenage Riot samplade "Smells Like Teen Spirit" till sin självbetitlade låt "Atari Teenage Riot", som kom med på deras album Burn, Berlin, Burn! från 1997. Den tyske diskjockeyn DJ Balloon samplade "Smells Like Teen Spirit" till sin låt "Monstersound". En instrumental version skapades av World Championship Wrestling och spelades som entrémusik för fribrottaren Diamond Dallas Page. Låten gick då under namnet "Self High-Five" och den gjorde Grohl upprörd eftersom World Championship Wrestling hade skapat låten utan att först konsultera någon med anknytning till Nirvana för att höra vad de tyckte om detta. En coverversion i kabaréstil förekommer i Moulin Rouge! och "Smells Like Teen Spirit" sjungs av skådespelarna i Pan. På hyllningsalbumet Smells Like Bleach: A Punk Tribute to Nirvana var det Blanks 77 som framförde "Smells Like Teen Spirit" och Young Widows spelade in en cover av låten för hyllningsalbumet Whatever Nevermind.
"Smells Like Teen Spirit" har även parodierats några gånger. "Weird Al" Yankovic gjorde sin parodiversion 1992 under namnet "Smells Like Nirvana". Denna låt handlar om Nirvana själva och fokuserar främst på hur svårt det är att förstå vad Cobain sjunger och vilket budskap de vill få fram med låten. Cobain berättade för Yankovic att han uppskattade parodiversionen och att den fick honom att förstå hur populära Nirvana hade blivit. Punkrockbandet Pansy Division spelade in en parodiversion av låten kallad "Smells Like Queer Spirit" 1995. Dock ville gitarristen i bandet, Jon Ginoli, påpeka att denna version av låten inte var en direkt parodi utan istället en hyllning till "Smells Like Teen Spirit". Den finska gruppen Eläkeläiset gjorde en humppatolkning av låten, då under namnet "Humppanirvana". Den tyska heavy metalbandet J.B.O. gjorde en parodiversion av låten som handlar om för tidig utlösning och den går under namnet "Ejaculatio Praecox". Mupparna gjorde en barbershop-version av låten i filmen Mupparna från 2011. Courtney Love, Cobains änka, blev upprörd över denna coverversion eftersom hon ägde rättigheterna till hälften av Nirvanas låtar och denna coverversion spelades in utan hennes tillåtelse. Dock godkände Primary Wave Music Publishing (som ägde rättigheterna till den andra hälften av Nirvanas låtar), Grohl (som medverkade i filmen) och Novoselic att coverversionen fick spelas in till filmen.

## Eftermäle
Även efter Nirvanas upplösning 1994, som en direkt följd av att Cobain avled i april detta år, har "Smells Like Teen Spirit" fått stor uppmärksamhet. 2015 utsåg datavetaren och musikern Mick Grierson vid University of London "Smells Like Teen Spirit" till den mest ikoniska låten någonsin baserat på parametrar såsom tempo, tonarter, variation i ackord och låttext. 2000 placerade MTV och Rolling Stone låten på plats tre på deras gemensamma lista över de hundra bästa poplåtarna någonsin, där "Yesterday" av The Beatles kom på första plats och "(I Can't Get No) Satisfaction" av The Rolling Stones kom på andra plats. På Recording Industry Association of Americas lista "Songs of the Century" från 2001 hamnade "Smells Like Teen Spirit" på plats 80. New Musical Express placerade 2002 låten på plats 2 på deras lista "100 Greatest Singles of All Time" och 2014 placerade de "Smells Like Teen Spirit" på första plats på listan "The 500 Greatest Songs of All Time". 2004 placerade New Musical Express "Smells Like Teen Spirit" på plats 1 över de tjugo bästa Nirvana-låtarna någonsin, på plats 2 när denna tidskrift valde ut de hundra bästa låtarna från 1990-talet samt att de 2011 placerade låten på plats 1 på listan "Nirvana: Ten Best Songs". VH1 har placerat låten på plats 7 på listan "Top 100 Hard Rock Songs" och 2003 placerade de "Smells Like Teen Spirit" på plats 1 på listan "100 Greatest Songs of the Past 25 Years". Samma år kom låten på plats 3 på Q:s lista över de 1001 mest omtyckta låtarna och samma tidskrift har även listat "Smells Like Teen Spirit" på listorna "Q Readers Top 100 Singles of All Time" (plats 1), "The 50 Most Exciting Tunes Ever" (plats 5) och "100 Songs That Changed the World" (plats 5). När Rolling Stone gjorde sin lista "The 500 Greatest Songs of All Time" år 2004 hamnade "Smells Like Teen Spirit" på plats 9; en plats låten behöll när listan gjordes om 2010. Brittiska VH1 gjorde 2006 sin lista "The Nation's Favourite Lyric" och där hamnade textraderna "I feel stupid and contagious, here we are now, entertain us" på plats 3 bland de cirka 13 000 röstande. När Triple J skapade sin lista "Triple J Hottest 100 of All Time" har "Smells Like Teen Spirit" hamnat i topp åren 1991, 1998 och 2009. Låten röstades fram som den andra bästa Nirvana-låten genom tiderna av läsarna av Rolling Stone i april 2013 och Rock and Roll Hall of Fame tog med "Smells Like Teen Spirit" på listan "The Songs That Shaped Rock and Roll". "Smells Like Teen Spirit" hamnade på plats ett över de 20 mest spelade Nirvana-låtarna någonsin i Storbritannien, vilket var en lista framtagen av Phonographic Performance Limited för att hedra Cobains 50-årsdag den 20 februari 2017. En tidskrift som dock gick emot strömmen var Time som 2006 ansåg att "Smells Like Teen Spirit" kunde vara den sämsta låten på Nevermind, vilket de föreslog på sin lista "The All-TIME 100 Albums", och de valde att istället lyfta fram låtar såsom "Lounge Act" och "Something in the Way".
En 7"-samlarfigur har skapats av National Entertainment Collectibles Association (NECA) föreställande Cobain så som han såg ut i musikvideon till "Smells Like Teen Spirit".

### Kampanjen i Storbritannien i december 2011
Singeln "Smells Like Teen Spirit" släpptes i vinylformat i november 2011 i samlingsboxen Nevermind: The Singles och månaden därefter lanserades en begränsad utgåva av singeln i Storbritannien. En kontrovers uppstod i Storbritannien denna månad eftersom det blev en legal konflikt mellan TV-programmet The X Factor och välgörenhetsorganisationen Rhythmix. Simon Cowell från The X Factor försökte varumärkesskydda namnet Rhythmix för sitt nystartade tjejband, något välgörenhetsorganisationen inte gick med på. I kölvattnet av detta grundades det en kampanj för att försöka få upp "Smells Like Teen Spirit" till plats 1 på den brittiska singellistan till julen det året, för att på så sätt förhindra att vinnarna av The X Factor, numera kallade Little Mix, tog denna plats (en liknande kampanj hade framgångsrikt genomförts med Rage Against the Machines låt "Killing in the Name" 2009). Kampanjen spred sig även till Irland, där den genomfördes för att få upp singeln i topp på den irländska singellistan till julen 2011. Båda kampanjerna misslyckades dock och Little Mix låt "Cannonball" tog sig upp i topp på Irland medan Military Wives låt "Wherever You Are" tog förstaplatsen i Storbritannien. "Smells Like Teen Spirit" nådde som bäst plats 11 i Storbritannien under denna tid med runt 30 000 kopior av singeln sålda.

## Låtlista
Alla låtar är skrivna och komponerade av Kurt Cobain, Krist Novoselic och Dave Grohl, om inte annat anges. 
| Nr | Titel                   | Kompositör | Längd |
| -- | ----------------------- | ---------- | ----- |
| 1. | Smells Like Teen Spirit |            | 4:30  |
| 2. | Drain You               | Cobain     | 3:43  |
| 3. | Even in His Youth       |            | 3:03  |
| 4. | Aneurysm                |            | 4:44  |

| 1. | Smells Like Teen Spirit | 4:30 |
| 2. | Even in His Youth       | 3:06 |
| 3. | Aneurysm                | 4:44 |

## Topplistor
| Land eller världsdel               | Högsta listplacering |
| ---------------------------------- | -------------------- |
| Australien                         | 5                    |
| Belgien                            | 1                    |
| Finland                            | 8                    |
| Frankrike                          | 1                    |
| Irland                             | 15                   |
| Italien                            | 6                    |
| Kanada                             | 9                    |
| Nederländerna (Nederlandse Top 40) | 3                    |
| Nederländerna (Single Top 100)     | 3                    |
| Norge                              | 2                    |
| Nya Zeeland                        | 1                    |
| Schweiz                            | 6                    |
| Storbritannien                     | 7                    |
| Sverige                            | 3                    |
| Tyskland                           | 2                    |
| USA (Billboard Hot 100)            | 6                    |
| USA (Hot 100 Airplay)              | 41                   |
| USA (Mainstream Rock)              | 7                    |
| USA (Modern Rock Tracks)           | 1                    |
| Österrike                          | 8                    |

## Certifikat
| Land eller världsdel | Certifikat               |
| -------------------- | ------------------------ |
| Australien           | Guld                     |
| Danmark              | Platina                  |
| Italien              | 2× platina               |
| Storbritannien       | Platina                  |
| Sverige              | Guld                     |
| USA                  | Platina (fysiskt format) |
| USA                  | Guld (digitalt format)   |